# Paul d'Égine
Pour les articles homonymes, voir Paul (prénom).
Paul d'Égine, de son nom latin Paulus Ægineta, est un médecin byzantin du VIIe siècle, né vers 620-630 dans l'île d'Égine, et mort vers 680-690. C'est le dernier des trois grands médecins grecs de l'Antiquité tardive avec Oribase (IVe siècle) et Aetius d'Amida (VIe siècle).
Il est l'auteur de l'Épitomé, ouvrage médical en sept livres, dont le livre VI présente un tableau complet de la chirurgie à la fin de l'Antiquité. Ce traité de chirurgie a été traduit en arabe et latin pour servir de référence et d'emprunts dans le monde musulman et en Occident chrétien.

## Biographie
Sa vie est mal connue. Il est né « presque Athénien » car l'île d'Égine dans le golfe Saronique se trouve à une cinquantaine de km au sud-ouest du Pirée, le port d'Athènes.
On sait qu'il étudie à l'École médicale d'Alexandrie, à la fin de sa période byzantine, peu avant la conquête musulmane de l'Égypte, et que l'essentiel de sa vie s'est déroulé dans la deuxième moitié du VIIe siècle.
Chirurgien expert, il voyage beaucoup suivant en cela la recommandation de Galien. Une épigramme reproduite dans de nombreux manuscrits le qualifie de « περιοδευτής » (périodeute ou « médecin itinérant »).
Les Byzantins l'appellent « ιατροσοφιοτής »(iatrosophiste, autorité en médecine), et dans le monde musulman, il est surnommé « Al-kawabeli » (l'accoucheur), car il était spécialisé en obstétrique.
Paul d'Égine était probablement chrétien, mais sa foi n'apparait pas vraiment dans ses textes, elle n'influence guère son œuvre « qui aurait pu être rédigée par un païen ». Ce serait un indice d'une relative neutralité de la médecine hippocratique et galénique qui s'en tient au pouvoir final de la Nature. Au VIIe siècle, ce savoir médical reste encore non-religieux, mais intégrable par les religions monothéistes dans la mesure où le pouvoir final de la nature peut s'articuler avec l'ordre de la Création. 
C'est le dernier médecin grec célèbre de l'Antiquité tardive, et son œuvre sert de référence pour les siècles suivants, tant dans l'Empire byzantin que dans le monde arabe. Son ouvrage principal, traduit en syriaque au IXe siècle, puis du syriaque en arabe, influence directement des auteurs comme Haly Abbas et Albucasis. En Occident latin, il ne commence à être connu qu'à partir du XIe siècle d'après des sources arabes apportées et traduites par Constantin l'Africain,.

## Œuvre
D'après la Souda, il écrivit de nombreux traités médicaux. Ses traités sur les Maladies des Femmes et le Régime des enfants ne nous sont pas parvenus. Il s'est également beaucoup intéressé au régime alimentaire.

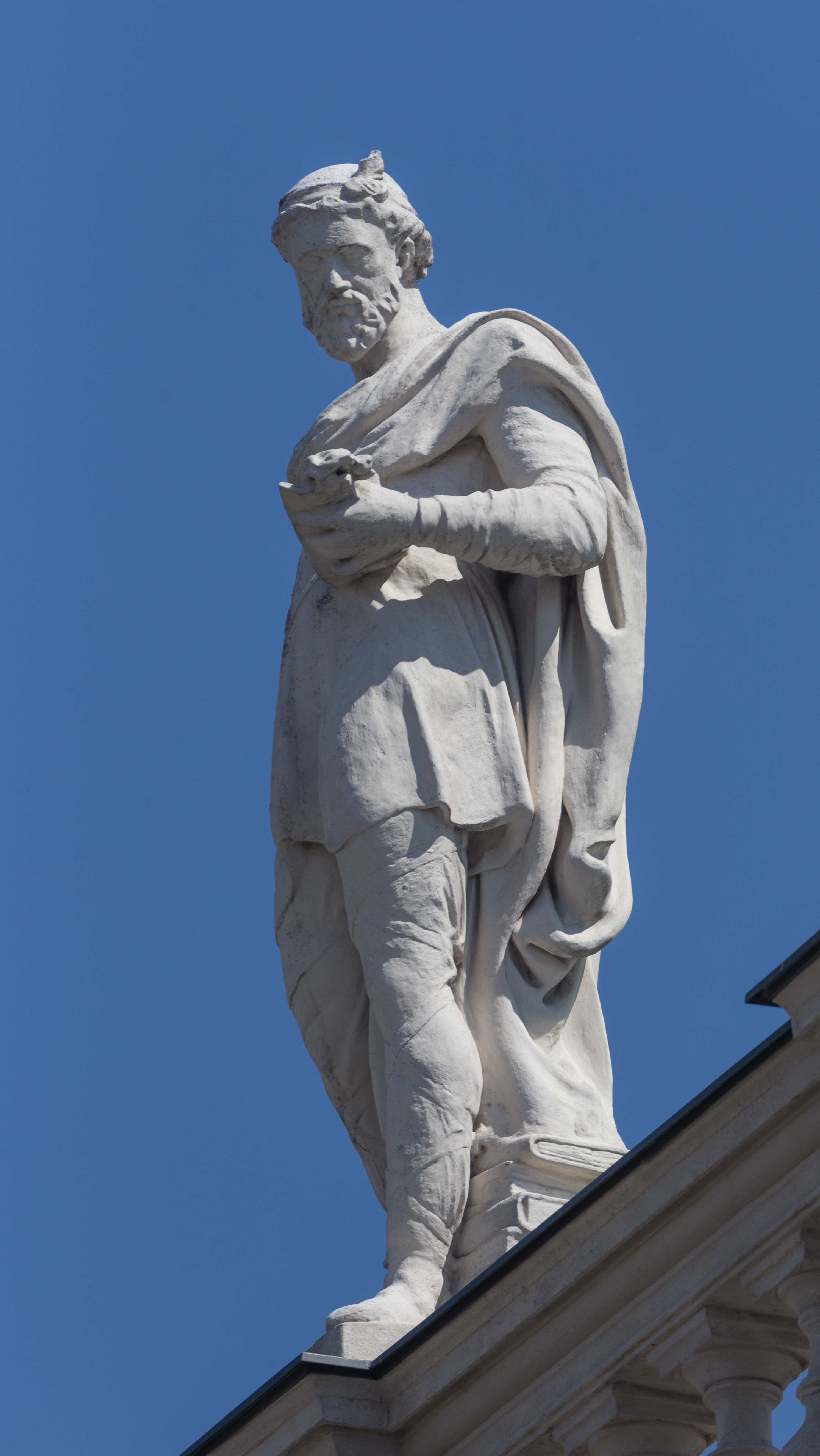
Statue de Paul d'Égine, sur le toit du Musée d'histoire naturelle de Vienne.

Il ne reste de son œuvre que les Epitomes iatrikes biblia hepta (Latin: De Re Medica Libri Septem), désignés en grec sous le nom de Pragmateia (« somme » ou « ouvrage »), mais couramment appelés Épitomé.
Il s'agit d'une compilation en sept livres de textes de médecins antiques, enrichie d'un apport personnel. Ses sources principales sont le De medicina de Celse dont il développe le contenu chirurgical, et Oribase pour la partie médicale dont il est surtout un abréviateur.

### Motivations
Il s'exprime ainsi dans la préface de l'Épitémé :
« J'ai composé d'après les Anciens, ce recueil abrégé. En effet, je n'y ai pas mis mes propres conceptions, excepté un petit nombre de choses que j'ai vues et expérimentées dans la pratique de l'art. Le présent écrit contient le diagnostic, les causes et la cure de toutes les maladies, et cela non pas sommairement, mais avec l'étendue possible (…) J'ai fait le présent ouvrage pour servir à ceux qui voudront l'avoir comme mémorial, et pour m'exercer moi-même. J'ai choisi dans les auteurs ce qu'il y avait de meilleur, n'omettant autant que possible aucune maladie. »
À l'instar des juristes qui disposent d'un compendium de textes de lois, d'utilisation immédiate, il souhaite que son manuel pratique serve à des médecins pour agir promptement, en se référant au premier aphorisme d'Hippocrate : Ars longa, vita brevis. Paul d'Égine note que les juristes pratiquent surtout dans les villes, alors que les médecins exercent aussi dans des régions rurales ou isolées, ou sur des navires, loin de toute bibliothèque.

### Contenu
Le contenu de l'Épitomé est le suivant : I. Hygiène et diététique ; II. Les différentes variétés de fièvres ; III. Les maladies classées selon leur localisation de la tête aux pieds, avec la gynécologie-obstétrique ; IV. Les maladies externes et des vers ; V. les morsures, venins et poisons ; VI. La chirurgie (livre qui devint particulièrement classique dans son domaine) ; VII. La matière médicale et la questions des poids et mesures.

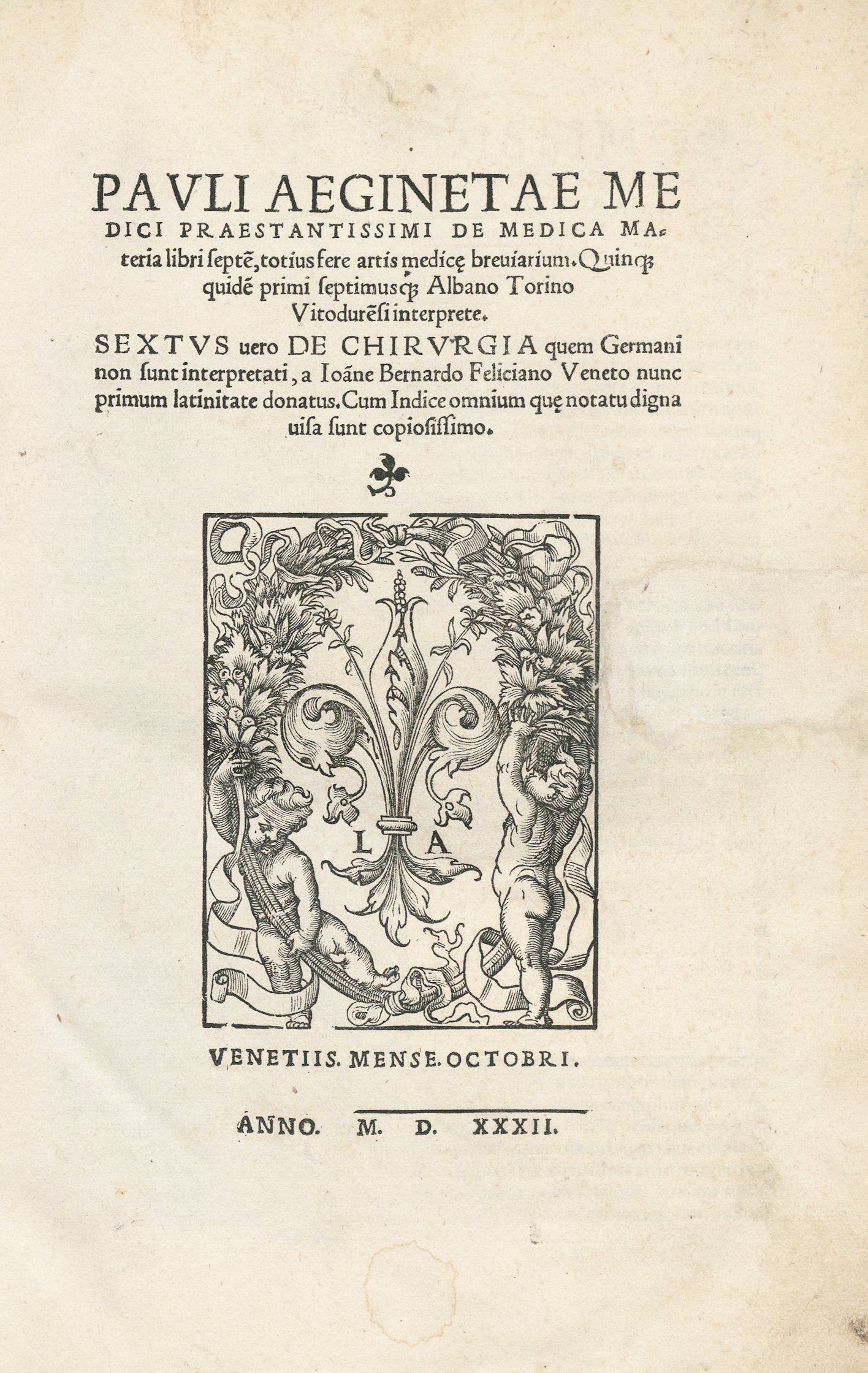
Page de titre du livre VI De chirurgia, édition latine (Venise, 1532).

Son livre sur la chirurgie témoigne d'une importante contribution personnelle. Tourné vers la pratique, c'est le texte chirurgical grec antique le plus informatif en technique opératoire. « Paul d'Égine pratique la totalité de la chirurgie, opérant tout ce qu'il pouvait opérer et tout ce qu'il ne pouvait pas ».
Son manuel chirurgical se compose de 122 chapitres organisés en deux parties : la première s'occupe de la chirurgie des parties charnues, la seconde des affections des os, fractures et luxations.
On y trouve le traitement des plaies de guerre  (extraction des pointes de flèche et projectiles de fronde). Il décrit de nombreux instruments chirurgicaux et  divers types de projectiles, avec plusieurs opérations qui n'apparaissent pas dans les sources antérieures. La chirurgie militaire antique a évolué en phase avec le développement de nouveaux projectiles imaginés pour être plus difficiles à retirer.
Les maladies de l'œil sont étudiées de manière approfondie. Il donne une description de l'opération de la cataracte qui reprend celles de Celse et d'Antyllus. Il pratique l'ablation des amygdales et il serait le premier à opérer des adénopathies infectées de la partie basse du cou.
Il donne une technique des ligatures vasculaires, avant Ambroise Paré, dans le traitement des anévrismes de la tête et des membres, par ligature des vaisseaux en amont et en aval.
Il utilise largement la cautérisation pour traiter l'empyème, prévenir les luxations (selon une technique hippocratique), mais aussi pour provoquer des escarres censées stimuler des fonctions organiques. Il pratique la paracentèse (drainage par canule d'airain) dans le traitement de l'hydropisie.
Outre des opérations d'abcès de fistules et de varices, Il décrit des opérations audacieuses pour l'époque : cures de hernie, lithotomie, trachéotomie, trépanation, section de côte (costotomie),…
Dans les hernies inguinales, il distingue trois types : le bubonocèle (hernie qui ne descend pas encore dans le scrotum), l' épiplocèle (hernie avec de l'épiploon descendu dans le scrotum) et l'entérocèle (une partie de l'intestin est descendue). Durant l'intervention, il recommande toutefois d'enlever le testicule, un geste inutile qui ne sera corrigé qu'à la Renaissance, notamment par Pierre Franco.
Dans la lithotomie, il pratique l'extraction de la pierre dans la vessie par incision latérale gauche du périnée. il décrit avec précision le cathétérisme de l'urêtre.
Dans l'amputation, il conseille de scier l'os plutôt que de trancher le membre au niveau de l'articulation.
En gynécologie, il reconnait le cancer de l'utérus et le cancer du sein, et en obstétrique il traite des dystocies, de la version et extraction du fœtus, de  l'utilisation de l'embryulce ou embryoulkos (crochet pour extraire un fœtus mort) et de l'embryotomie.
Il reprend les recettes abortives de Dioscoride et de Soranos en classant les plantes utilisées de faibles à fortes. Elles sont administrées par voie vaginale ou orale. Il innove en ajoutant de nouvelles plantes médicinales (déjà connues, mais sans utilisation abortive) comme le ricin, la scammonée  et l'aliboufier.
Il pratique aussi la réduction chirurgicale de la gynécomastie, pour éviter chez l'homme « le reproche d'efféminement ». 

### Traductions et transmissions

#### En Orient
L' Épitomé de Paul d'Égine est traduit et commenté en syriaque, et utilisé par le médecin syriaque Ibn Sarabiyun au IXe siècle dans ses propres textes, notamment sur les poisons et la gynécologie.
Les versions syriaques sont traduites en arabe par Hunayn ibn Ishaq, et l'on retrouve des traces de Paul d'Égine chez Rhazès, Albucasis, Haly Abbas et Avicenne. Albucasis, plus particulièrement, emprunte largement à Paul d'Égine, mais son traité est organisé d'une façon originale : il donne plus d'importance à la cautérisation, et il apporte de nombreuses illustrations d'instruments chirurgicaux.
Selon Pormann « presque tout texte [chirurgical] postérieur au Xe siècle contient du matériel paulinien ».

#### En Occident

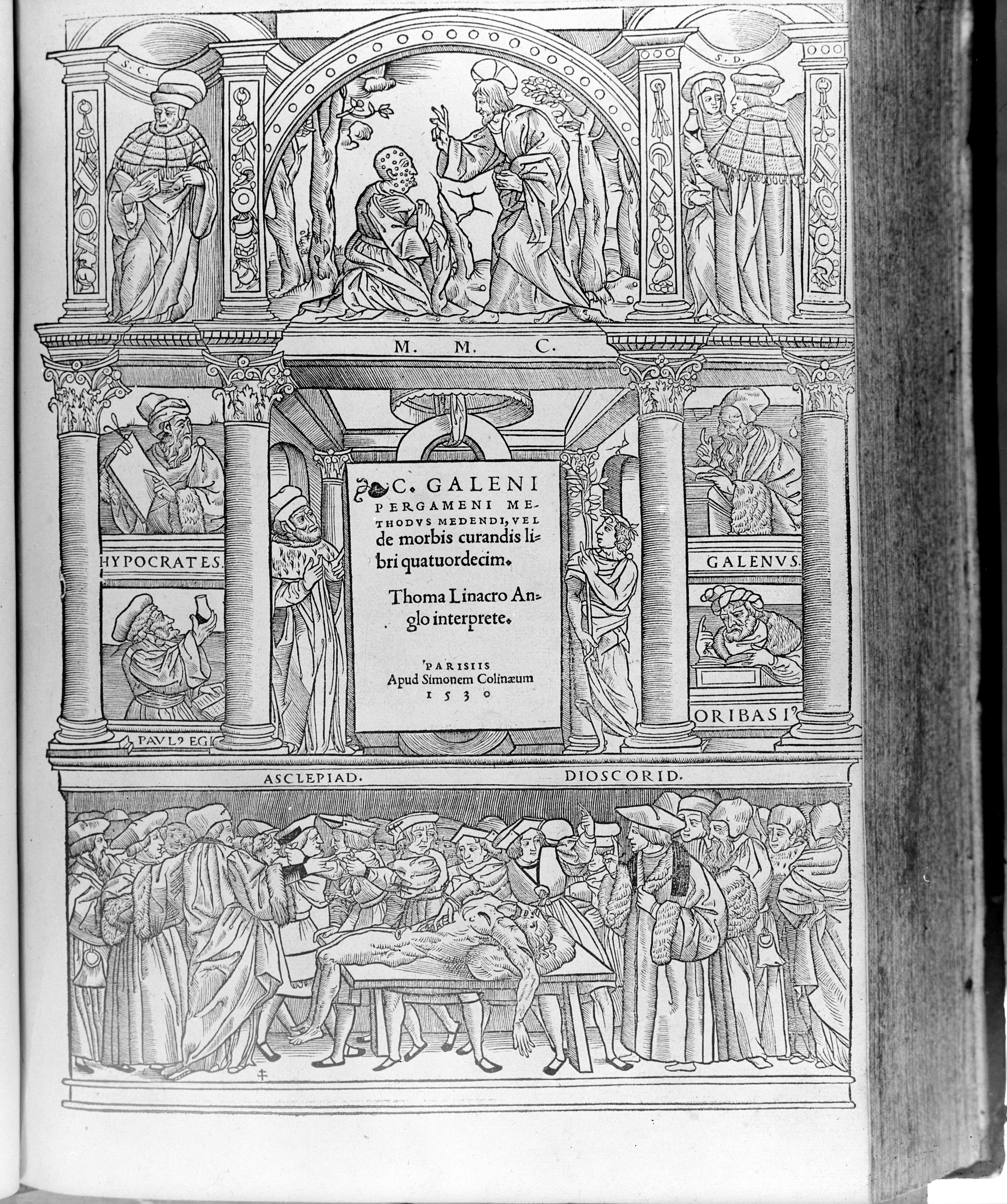
Frontispice d'une édition latine de la Methodus medendi (méthode de traitement) de Galien (Paris 1530), représentant les grands médecins de l'Antiquité, dont Paul d'Égine à gauche sous Hippocrate.

La tradition chirurgicale grecque parvient en Occident médiéval latin à partir de 1075, en Italie du sud (école de Salerne) par le biais des traductions de Constantin l'Africain des textes chirurgicaux d'Haly Abbas.
Deux autres vagues de traductions arabo-latines de Paul d'Égine sont celles du XIIe siècle par Gérard de Crémone, et du  XVIe siècle par Andreas Alpagus
Le texte grec de Paul d'Égine est imprimé pour la première fois à Venise en 1528 et 1534, une seconde fois à Bâle en 1538.
- versions latines : Bâle 1532, Cologne (1534, 1548), Paris (1532), Venise (1553 et 1554), Lyon (1562 et 1567). L'édition lyonnaise 1567 est la plus célèbre, avec plus de mille pages de notes et commentaires (reprenant ceux des éditions précédentes) de Gonthier d'Andernach, Cornarius, Jacques Goupil et Daléchamps[1].

- version anglaise (1845-1847) par la Société Sydenham, traduction de Francis Adams[14].

- versions françaises : Lyon (1539) traduction de Pierre Tolet, Paris (1855) traduction de René Briau[1].

- Édition de Johan Ludvig Heiberg (éd.), Paulus Ægineta. Libri I-IV, 19J21, Libri V-VII, 1924, Corpus medicorum Græcorum, Teubner, Leipzig.

Selon Nutton, la chirurgie de Paul d'Égine fait mentir toute interprétation de la médecine de l'Antiquité tardive en termes de stagnation et de déclin. La traduction commentée par Francis Adams (première moitié du XIXe siècle) se présente toujours, non pas comme un témoignage historique, mais comme un texte d'intérêt pratique pour la chirurgie de l'époque.